# Йордан Марков
Йордан Марков е български поп певец. Заради шлагерното звучене на песните си и начина на пеене е наричан „Вторият Веселин Маринов“.

## Биография
Йордан Марков е роден на 15 септември 1993 г. в Силистра. Пее от 5-годишна възраст в най-различни групи, състави и солово. Първо започва в група „Карнавал“, а след това в детска школа по изкуствата при Народно читалище „Доростол“, Силистра. През 2017 г. завършва магистърската си степен в НМА „Проф. Панчо Владигерв“ специалност поп и джаз пеене в класа на проф. д-р Стефка Оникян. Получава покана да продължи висшето си образование в Московската консерватория, след участие в конкурса „Шанс“, гр. Нижний Тагил, Русия. Три поредни години е носител на едногодишна стипендия към МОМН по програмата за „Защита на даровитите деца в България“ от конкурса „Речни ноти“ в град Тутракан. През годините участва в редица национални и международни конкурси за млади изпълнители както в България, така и в чужбина – Русия, Казахстан, Македония, Унгария, Латвия, Молдова, Беларус и др.
„Аз съм израснал с естрадна музика. Тази музика е най-близка до мен. В нея са вплетени общочовешките ценности. Разказват се неща за живота. За мен текстът на песента е изключително важен. На път е да излезе и трети мой албум през пролетта на 2023 година. Интересното е, че досега песните, които вече са направени, са повече бавни, но от тук насетне предстоят и бързите“, споделя певецът в интервю.

### Участия
- Международен проект „Medley of musical cultures“ за обмен на музикални култури и традиции в гр. Олумоуц, Чехия.
- Конкурс за нова авторска песен „Бургас и морето“ в Бургас с песента „Кажи ми как?“.
- Международен джаз фестивал в Банско.
- Редица благотворителни концерти в подкрепа нуждаещи се от лечение.
- Празничен концерт по случай 15 години НПСС България и много други мероприятия.
- Зимен университет и университетски зимни игри гр. Боровец, организирани от НПСС и АУС „Академик“, под патронажа на МОН и мн. др.
- През 2016 г. представя България на големия международен конкурс „Славянски базар“ в град Витебск, Беларус, където се представя с три песни, изсвирени на живо от Държавния симфоничен оркестър на Беларус.
- „Две сърца близнаци“ – най-големият конкурс в Кишинев, Молдова – Гранд при.
- През 2017 г. осъществява турне „Живот на кръстопът“ с голям екип, балет DejaVu, голям танцов фолклорен ансамбъл, голямо техническо обезпечаване, сцена, осветление, озвучаване.
- През 2018 г. участва в турнето „Любов и приятелство“ заедно с група „Тоника Домини“. През същата година представя България с участието в два големи концерта с оркестъра на Латвийското национално радио в Рига, Латвия, „С песните на Раймонд Паулс“.
- През 2019 г. взема участие в турнето „Да пеем заедно“ с Драго Драганов, Стефан Диомов и група 5-те сезона с участието на балет DejaVu.
- На 16 септември 2024 г. Йордан Марков става баща на първородния си син Петър, кръстен на баща му. Майката на детето е приятелката му Виктория. През същата година прави клип на песента си „Татко“.

## Награди и отличия
Три поредни години е носител на една от най-важните награди за един артист-изпълнител, а именно награда на публиката в раздела за нова авторска песен на международния фестивал „Пирин фолк“ в Сандански.

### Гран при и първи награди от фестивалите
- „Морско конче“ – Варна
- „Морски звезди“ – Варна
- „Сребърна янтра“ – Велико Търново
- „Северно сияние“ – Русе
- „Речни ноти“ – Тутракан
- „Съзвездие“ – Шумен
- „Звезди над Дунав“ – Силистра
- „Пирин фолк Сандански“
- „Златен кестен“ – Петрич
- „София пее“ – София
- „Медни гласчета“ – Кубрат, под патронажа на Лили Иванова
- „Евро поп фест“ – град Дьомшод, Унгария
- „Златен микрофон“ – град Костанай, Казахстан
- „Вълшебен микрофон – град Сатка, Русия
- „Бозторгай“ – град Алмати /стара столица/, Казахстан
- „На крилете на музиката“ – град Самара, Русия
- „Шанс“ – град Нижний Тагил, Русия
- „Еврофест“ – град Скопие, Македония и мн. др.
- „Първи национални награди „Проф. Панчо Владигеров“ – приз в категория „студент“ – поп и джаз пеене

## Дискография

### Студийни албуми (CD)
- 2016 – „Живот на кръстопът“
- 2019 – „Силата на любовта“
- 2023 – „Красива си, любов“